# Yphthimoides peloria
Yphthimoides peloria är en fjärilsart som beskrevs av Felder 1867. Yphthimoides peloria ingår i släktet Yphthimoides och familjen praktfjärilar. Inga underarter finns listade i Catalogue of Life.